# Bernat de Ripoll
Bernat de Ripoll (Regne de València, s. XIV – Constantinoble, 1352) va ser un noble i militar d'origen valencià, al servei de la Corona d'Aragó.
Va ser vicealmirall del Regne de València. Nomenat cavaller el 1340, va ser un dels caps de l'expedició que Pere el Cerimoniós va enviar contra Jaume III.
El 1351, comandà les quatre galeres aparellades a València que s'uniren a l'estol comandat per Ponç de Santa Pau prop de Constantinoble. Poc després, el 13 de febrer de 1352 va participar en la batalla del Bòsfor contra las galeres genoveses de nit i en plena tempesta i que acabà amb un resultat incert per les enormes pèrdues dels dos contendents. Durant la batalla, Bernat va morir com a conseqüència de les ferides rebudes.